# فلورادیل (پنسیلوانیا)
فلورادیل (به انگلیسی: Floradale) یک منطقهٔ مسکونی در ایالات متحده آمریکا است که در شهرستان آدامز، پنسیلوانیا واقع شده‌است. فلورادیل ۰٫۱۶ کیلومتر مربع مساحت و ۳۸ نفر جمعیت دارد و ۱۹۲٫۹۴ متر بالاتر از سطح دریا واقع شده‌است.